# Ерл Воррен
Ерл Воррен (англ. Earl Warren; 19 березня 1891 — 9 липня 1974) — 14-й голова Верховного суду США у 1953–1969 роках. Призначений президентом Ейзенхауером. Був генеральним прокурором і губернатором Каліфорнії (тричі). 1954 року Ерл Воррен оголосив знамениту ухвалу у справі Браун проти Ради у справах освіти, якою була заборонена расова сегрегація в шкільництві.